# Găinușă de stepă
Găinușa de stepă (Syrrhaptes paradoxus) este o specie de păsări care face parte din ordinul taxonomic Pteroclidiformes. Pasărea apare în România din timp în timp sub formă de invazii  , venind din stepele Asiei Centrale din Kazahstan, Uzbekistan, Kirghizistan, Mongolia și vestul Chinei unde cuibărește.  După perioada de invazie ele dispar din nou. Ultima mare invazie a fost semnalată în România în anul 1908.

## Aspect morfologic

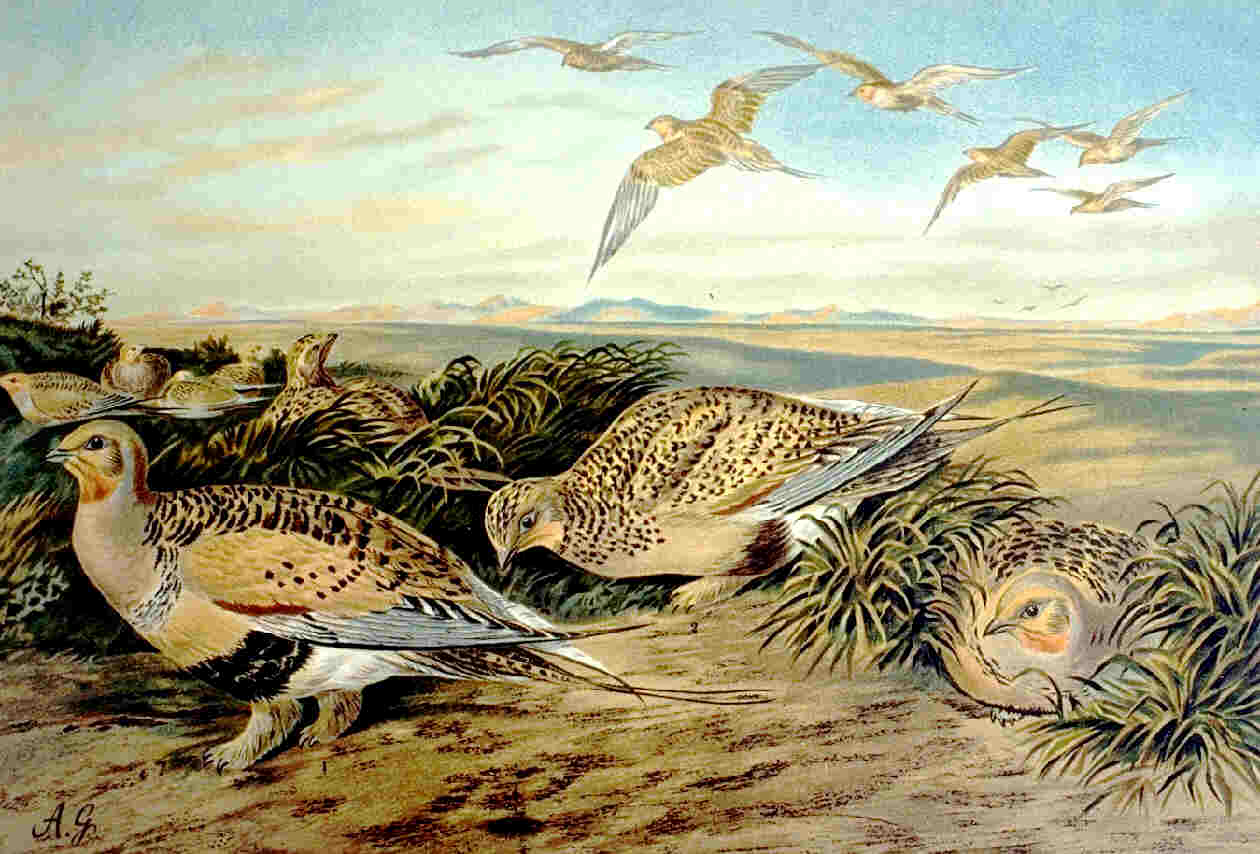
Syrrhaptes paradoxus

Penajul păsării este de culoare cafenie-deschisă cu pete mai întunecate. Degetele sunt unite, fiind în număr de trei (tridagtile), alcătuind un fel de talpă acoperită cu pene păroase și niște formațiuni cornoase. Degetul posterior, care apare la multe alte păsări, lipsește la această specie migratoare.
Descrisă prima dată în 1773, găinușa de stepă este de talie mijlocie măsurând dimensiuni între 30 și 40 cm, cu o greutate variind între 250 și 300 de grame. Masculii au penajul mai deschis, iar capul și pieptul sunt dungate, cu dungi alternative, mai dechise și mai întunecate.

## Mod de răspândire

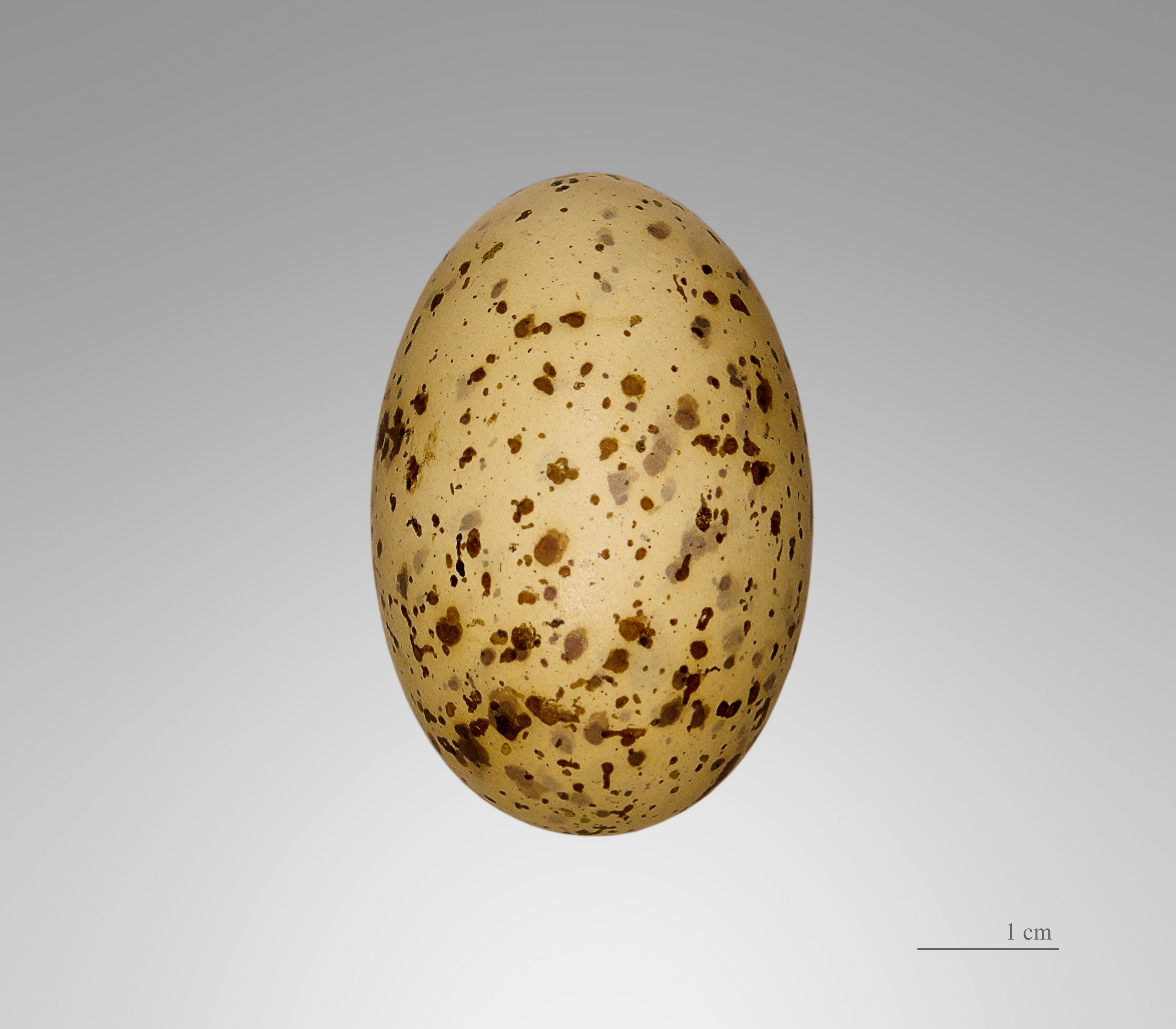
Syrrhaptes paradoxus

Găinușa de stepă trăiește în cârduri în regiunile de stepă și semideșert din Asia Centrală pânâ în nord-estul Chinei. În timpul invaziei (circa 10.000 de păsări) spre Europa din anul 1888, a fost întâlnitâ pânâ în Danemarca, Germania de Nord și Marea Britanie. De cuibărit însă cuibărește numai în Asia Centrală. Din cauza practicării agriculturii extensive, este o specie care poate deveni periclitată.